# Hugo Motta
Hugo Motta Wanderley da Nóbrega (João Pessoa, 11 de setembro de 1989) é um médico e político brasileiro, filiado ao Republicanos. É o atual presidente da Câmara dos Deputados e exerce mandato de deputado federal pelo estado da Paraíba.
É filho do também político Nabor Wanderley.

## Biografia

### Primeiros anos e formação acadêmica
Filho de uma tradicional família com vínculos na política da Paraíba, Hugo nasceu em João Pessoa, capital do estado.
Seu avô paterno, Nabor Wanderley da Nóbrega, foi prefeito do município de Patos, no interior da Paraíba, entre os anos de 1956 e 1959. Já seu avô materno, Edivaldo Motta, foi cinco vezes deputado estadual da Paraíba e teve dois mandatos como deputado federal. Sua avó materna, Francisca Motta, foi deputada estadual da Paraíba em seis mandatos, além de ter sido eleita prefeita de Patos no pleito de 2012.
Seu pai, Nabor Wanderley, foi prefeito de Patos, por dois mandatos consecutivos, ocupando o cargo de 2005 até 2012. Foi eleito deputado estadual em 2014. Retornou ao cargo de prefeito de Patos após ser eleito para novo mandato em 2020, sendo reconduzido ao cargo no ano de 2024.
Iniciou seus estudos em medicina na Faculdade de Medicina Nova Esperança, em João Pessoa, no ano de 2007. Ao mudar-se para Brasília, em 2011, transferiu o curso para a Universidade Católica de Brasília (UCB), onde formou-se em 2013.

### Política
Foi o deputado mais jovem da história do país ao se eleger, aos 21 anos, nas eleições de 2010 com 86.150 votos.
No ano de 2014, foi reeleito deputado federal pela Paraíba. Próximo de Eduardo Cunha, fez parte da 'tropa de choque de Cunha', a qual integravam os deputados de maior proximidade do então presidente da Câmara dos Deputados. Votou a favor da admissibilidade do processo de impeachment de Dilma Rousseff.
Em 2015, Motta presidiu a CPI da Petrobras. Já durante o Governo Michel Temer, votou a favor da PEC do Teto dos Gastos Públicos. Em abril de 2017 foi favorável à Reforma Trabalhista. Em agosto de 2017 votou contra o processo em que se pedia abertura de investigação do presidente Michel Temer, ajudando a arquivar a denúncia do Ministério Público Federal (MPF).
No ano de 2018, deixou o Movimento Democrático Brasileiro (MDB), após treze anos filiado no partido para filiar-se ao Partido Republicano Brasileiro(PRB). No novo partido, foi eleito pela terceira vez ao cargo. Em 2022, foi reeleito para um quarto mandato, alcançando a maior votação no estado.
Foi escolhido por Arthur Lira para ser o candidato à sua sucessão ao posto de presidente da Câmara dos Deputados no ano de 2025. Foi eleito à presidência da Câmara em 1 de fevereiro de 2025.
Participou como representante oficial do Estado brasileiro na missão diplomática para o Japão e Vietnã.
Em julho de 2025, foi alvo de críticas após o Congresso Nacional tornar sem efeito um decreto do presidente Luiz Inácio Lula da Silva que aumentava a alíquota do imposto sobre operações financeiras (IOF) para empresas, previdência privada de alta renda e câmbio, enquanto Lula afirmou que Motta descumpriu um acordo ao pautar a derrubada do decreto. Em resposta, Motta criticou a polarização política e afirmou não ser verdadeira "a narrativa que está sendo construída, de que o Congresso protege os ricos em detrimento dos pobres".

#### Desempenho eleitoral
| Ano  | Eleição              | Partido      | Cargo            | Votos   | %     | Resultado | Ref    |
| ---- | -------------------- | ------------ | ---------------- | ------- | ----- | --------- | ------ |
| 2010 | Estaduais na Paraíba | PMDB         | Deputado federal | 86.150  | 4,88% | Eleito    | [ 39 ] |
| 2014 | Estaduais na Paraíba | PMDB         | Deputado federal | 123.686 | 6,39% | Eleito    | [ 40 ] |
| 2018 | Estaduais na Paraíba | PRB          | Deputado federal | 92.468  | 4,65% | Eleito    | [ 41 ] |
| 2022 | Estaduais na Paraíba | Republicanos | Deputado federal | 158.171 | 7,13% | Eleito    | [ 42 ] |

## Vida pessoal
É casado com  Luana Medeiros Motta, com quem tem dois filhos.